# Левашов, Сергей Васильевич
Сергей Васильевич Левашов (Левашёв) (5 [17] июля 1857,(1945 г.?) село Погорелое, Белёвский уезд, Тульская губерния — 29 июня 1919, Одесса) — русский врач, государственный и общественный деятель, профессор и ректор Императорского Новороссийского университета (1907—1913), действительный статский советник, председатель Общества русских врачей города Одессы, член-корреспондент Парижского терапевтического общества, депутат Государственной думы, председатель фракции правых, член Сеньорен-конвента (совета старейшин) Государственной Думы, член Главного Совета Союза русского народа, по происхождению — потомственный дворянин.

## Биография
В 1873 году поступил на медицинский факультет Московского университета, в 1874 году перевёлся в Петербургскую Медико-хирургическую академию, которую окончил (1878) первым учеником с занесением его фамилии на мраморную доску академии. Ученик С. П. Боткина. В 1880 году присуждена степень доктора медицины, в 1883 избран приват-доцентом. Стажировался в Австрии, Германии и Франции (1884—1886) у друга и учителя И. М. Сеченова, С. П. Боткина, И. П. Павлова профессора Карла Людвига, учителя И. П. Павлова профессора Р. Гейденгайна (Хейденхайн; 1834-97), открывшего путь к научному пониманию механизма мышечного сокращения и функционирования желез внутренней секреции, Вульпиана, Лейдена, Шарко и других. C 1886 года — заведующий кафедрой факультетской терапии (тогда называвшейся факультетской терапевтической клиникой) Казанского университета. С. В. Левашов, очень хороший хозяйственник и организатор, хороший гистолог, один из первых в мире профессоров, установивших в клинике рентгеновский аппарат, несмотря на большое количество трудов, не был клиницистом определённого направления, не создал научной школы. Как вспоминал А. Н. Миславский, «будущий профессор гистологии, руководитель кафедры факультетской терапии у постели больных отводил видное место лабораторным методам исследования (это — особенность школы С. П. Боткина в целом, как подчеркивал другой ученик С. П. Боткина, с 1906 года председатель Общества русских врачей И. П. Павлов, но у Левашёва проявлялось особенно ярко) в ущерб изучению индивидуальных особенностей заболевания у больного, зачастую оставлял на заднем плане самое главное — болезнь». Левашовым опубликовано до 70 работ на русском, немецком и французском языках по вопросам этиологии крупозной пневмонии, сыпного тифа, лечения выпотных плевритов, желчнокаменной болезни, диабета и т. д.. В первые годы своей учёно-литературной деятельности он особенно много трудился по вопросам иннервации сосудов у здоровых и больных. Начиная с 1886 он с особенным интересом изучает отправления и болезни печени и поджелудочной железы, а в последние годы — микробиологию и особенно инфекционные болезни. Так, на XI Международном медицинском конгрессе в Риме в 1894, в работе которого участвовало 7600 врачей (в том числе 3000 из Италии, 900 из Германии, 700 из Англии и Австрии, 600 из Франции и по 200 из Америки, России, Швеции, а также представители других национальностей), в числе почетных председателей был H.В. Склифосовский, C. В. Левашов выступил с демонстрацией открытых им микробов сыпного тифа, но его открытия не были подтверждены независимыми исследованиями. В 1899 избран членом-корреспондентом Парижского терапевтического общества, в 1906 — председателем Медицинского общества при Новороссийском университете, в 1909 — председателем Общества одесских русских врачей.
В 1903 году переведён в Одессу заведующим кафедрой факультетской терапии Новороссийского университета, затем деканом медицинского факультета (1907), с увольнением выборного ректора назначается правительством ректором Новороссийского университета (1907—1913). Инициированный прежним ректором судебный процесс обеспечил С. В. Левашову не только всероссийскую, но и всеевропейскую и подлинно мировую известность. Его удивившие общественность взгляды и неудачи при попытках создания своей школы не отражались негативно на функционировании научных школ, основанных И. И. Мечниковым, И. М. Сеченовым, Д. К. Третьяковым, Н. А. Умовым, братьями Ковалевскими и другими значительно более крупными, чем он сам, учёными, придерживавшимися противоположных взглядов. В 1910 начали функционировать организованные по инициативе С. В. Левашова Одесские высшие женские медицинские курсы (ОВЖМК), преподавание на которых велось по тому же плану и в том же объёме, что и на медицинском факультете университета. В 1912—1913 годах были перестроены Астрономическая обсерватория, оранжерея ботанического сада, переоборудована механическая мастерская, значительно пополнилась и университетская библиотека.
Занимался общественной деятельностью, был гласным Одесской городской думы, почетным мировым судьей. Активный участник русского национально-монархического движения, основоположник отдельного от Общества одесских врачей и Медицинского общества при Новороссийском университете Общества одесских русских врачей. Избран членом Главного совета Союза русского народа (СРН). В 1912 году избран депутатом Государственной думы от Одессы, где стал товарищем председателя, а затем председателем фракции правых, поддержав при расколе Н. Е. Маркова. В 1913 году избран членом правления Всероссийского Филаретовского общества народного образования. Был участником Совещания Петроградского совещания монархистов 21—23 ноября 1915 года, на котором обсуждалась борьба с Прогрессивным блоком. Был избран одним из 3 членов комиссии по редактированию отчета Совещания (наряду с В. П. Соколовым и Г. А. Замысловским), товарищем (заместителем) председателя Совета монархических съездов (СМС), в 1916 — и. о. председателя СМС. Левашов (хотя и не зашёл так далеко, как В. М. Пуришкевич, прямо называвший требовавших расправы с императрицей Александрой Фёдоровной «крайне правых и левых» «всей Россией») критиковал Прогрессивный блок, в котором, по словам А. М. Горького, «объединилось всё обворовавшее и обожравшееся», почти с тех же позиций, что и большевики, чем, видимо, и объясняется его неучастие в антибольшевистских движениях после октября 1917. Так, в выступлении в Государственной думе 15 февраля 1917 года он требовал чрезвычайных мер для борьбы с дороговизной и назначения ответственного за обеспечение населения России продовольствием и предметами первой необходимости с диктаторскими полномочиями.
После февральской революции отошёл от политической деятельности. После захвата Одессы войсками Н. А. Григорьева уволен с работы на кафедре факультетской терапии в университете «революционными студентами» (о которых И. А. Бунин писал как о 7 негодяях) приказом по университету 15 апреля 1919, а летом из-за использования названия «Союз русского народа» подпольной организацией И. И. Дусинского арестован одесской ЧК. Ранее считалось, что он не был убит григорьевцами, а был вывезен в Киев коммунистами и расстрелян вместе с генералом А. Ф. Рагозой за отказ агитировать военспецов, правых и население вступать в Красную Армию. Но, по данным метрических книг Александро-Невской церкви, он погиб в Одессе 16 июня 1919 г. по старому стилю. Похоронен 29 августа 1919 г., уже после освобождения Одессы от большевистской власти

## Научная деятельность
Уделял много внимания и сил организации факультетской клиники Казанского университета, её оборудованию необходимым для занятий со студентами и врачами. Одновременно с этой работой С. В. Левашов продолжает научные исследования по лечению экссудативных плевритов, результаты которых были высоко оценены на Х Международном конгрессе в Берлине.
В связи со вспышкой эпидемии сыпного тифа на востоке России С. Левашов проводил микробиологические исследования и всесторонне изучал этиологию этой болезни, результатом чего стала серия научных трудов и докладов с демонстрацией сыпнотифозных микроорганизмов на XI Международном медицинском конгрессе в Риме.
В одесский период своей жизни разрабатывал вопросы лечения сердечных заболеваний, исследовал желчеотделение и секреторную деятельность желудка под воздействием лекарственных средств.
1907 г. для Новороссийского университета был очень тяжелым периодом, нормальной работе постоянно мешали сходки, которые превратили его в своеобразный площадь для митингов.
С. В. Левашов прикладывал максимум усилий, чтобы нормализовать научную и учебную работу. Он, как многие профессора, был сторонником точки зрения, что университет — это храм науки, а не место для митингов, таким образом ректор стоял на стороне так называемой академической группировки профессоров.
События 1905—1907 гг. привели к тому, что ежегодно в университете оставались незанятыми много профессорских должностей. Иногда преподавания курсов и ведения практических занятий поручалось даже неспециалистам. С целью подготовки будущих ученых ректорат принял решение оставить наиболее способных выпускников университета для получения профессорского звания. Но министерство выделило лишь незначительную часть стипендий, и тогда С. В. Левашов назначил часть стипендий из средств университета, поощрял частные средства, вел Попечительский вечера, на которых собирались деньги для поддержки необеспеченных студентов и молодых учёных.
С. Левашов также приглашает на профессорские места известных учёных из других университетов: В. В. Половцова, Д. К. Третьякова и др.
В должности ректора он уделял много внимания развитию материально-технической базы университета. В течение 1912—1913 гг. перестроилась Астрономическая обсерватория, была капитально отремонтирована большая оранжерея Ботанического сада, переоборудована механическая мастерская, добыто разрешение и утвержден проект строительства нового здания на углу Преображенской ул. и Малого пер. Все это позволило расширить кабинеты и лаборатории, улучшить учебную и научную работу. За период ректорства С. Левашова пополнилась и университетская библиотека.

## Семья
- Жена: Ольга Васильевна (ур. Флоринская) — дочь доктора медицины, профессора, одного из основателей Сибирского университета Василия Марковича Флоринского;
- Сын: Владимир  родился в 1894 г. В 1917 году - жив.
  - Дочь: Мария Сергеевна Павловская. родилась в 1901 году.

## Научные труды
- К методике гемодинамитных экспериментов / С. В. Левашов // Еженед. клин. газ. — 1881. — № 38.
- К вопросу об этиологии крупозной пневмонии / С. В. Левашов // Еженед. клин. газ. — 1886.
- К вопросу о контагиозности крупозной пневмонии / С. В. Левашов // Тр. О-ва казан. естествоиспытателей. — 1888. — Т. 20.
- Материалы к вопросу о терапевтическом значении туберкулина при легочной и гортанной бугорчатке / С. В. Левашов // Врач. — 1891.
- Бактериологические свойства лечения заразных болезней у человека вообще и лечение сыпного тифа сывороткой в частности / С. В. Левашов. — СПб., 1893.
- О сердечных циррозах печени / С. В. Левашов // Рус. врач. — 1901. — № 1.
- Versuche uber die Inneervation der Hautgefasse / S. V. Levashov // Pflugers Arch. — Bd. 28.